# Констанца Ді Камілло
Констанца Ді Камілло (італ. Costanza Di Camillo; нар. 23 січня 1995, Рим, Італія) — італійська синхронна плавчиня.
Учасниця Олімпійських Ігор 2020 року.
Призерка Чемпіонату світу з водних видів спорту 2019, 2022 років.
Призерка Чемпіонату Європи з водних видів спорту 2018 року.